# Tokyo Electric Power Company
Tokyo Electric Power Company, Incorporated (jap. 東京電力株式会社 Tōkyō Denryoku Kabushiki-kaisha; TYO: 9501), znane także jako Toden (jap. 東電 Tōden) lub TEPCO, to firma zajmująca się produkcją, przesyłaniem i dystrybucją energii elektrycznej na terenie Wielkiego Tokio, regionu Kantō, prefektury Yamanashi oraz wschodniej części prefektury Shizuoka. Jej główna siedziba znajduje się w Uchisaiwai-chō, w tokijskiej dzielnicy Chiyoda. Firma posiada swoje biura przedstawicielskie w Waszyngtonie i Londynie.

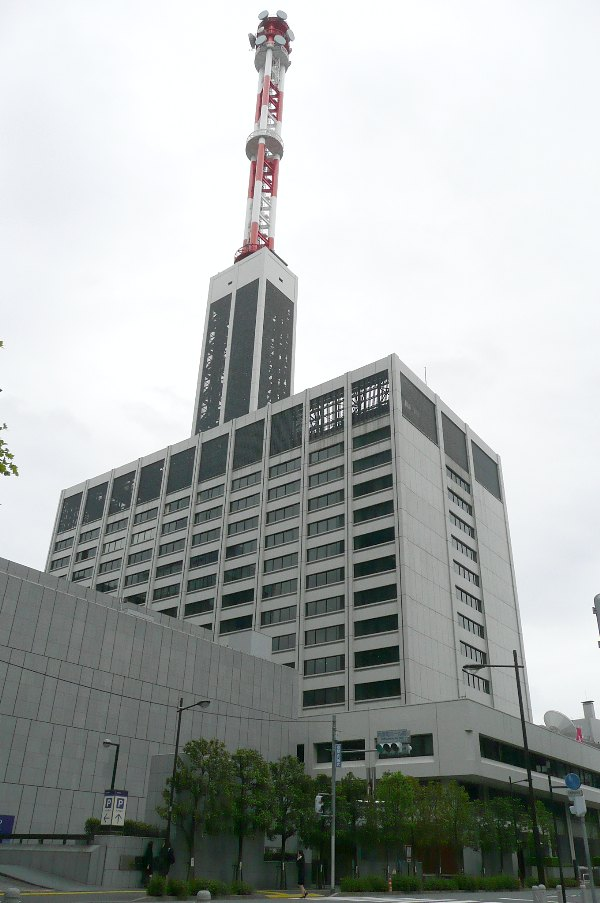
Siedziba główna TEPCO

Firma jest czwartą na świecie pod względem wielkości w swojej branży, a największą w Azji. Posiada 3 elektrownie jądrowe (17 reaktorów), 26 cieplnych i 160 elektrowni wodnych. Całkowita ilość energii elektrycznej, sprzedawanej przez nią rocznie, jest równa ilości zużywanej w ciągu roku przez Włochy. Jej udział w japońskim rynku elektryczności wynosi ok. 1/3 i choć w kraju działa jeszcze 10 firm z tej branży, TEPCO ma w niej wiodącą pozycję.
W 2007 roku w wyniku trzęsienia ziemi firma została zmuszona do wyłączenia elektrowni atomowej Kashiwazaki-Kariwa (największej siłowni jądrowej na świecie), co skutkowało ogłoszeniem pierwszych od 28 lat strat. W 2008 roku elektrownia nie została ponownie uruchomiona i firma ogłosiła drugi rok strat. Trzy niedziałające reaktory elektrowni uruchomiono na przełomie lat 2009/2010.
W 2011 roku w następstwie dużego trzęsienia ziemi i tsunami nastąpiła awaria w elektrowni atomowej Fukushima I należącej do TEPCO. Awaria została zaklasyfikowana na poziomie 7 – najgroźniejszym w skali zdarzeń jądrowych, podobnie jak katastrofa w Czarnobylu. Zgodnie z instrukcjami bezpieczeństwa ewakuowano mieszkańców w promieniu 20 km od elektrowni. Dodatkowo rząd japoński zarządził dobrowolną ewakuację ludności w odległości między 20 a 30 kilometrem od elektrowni.
Jak poinformowały później japońskie media, okazało się, że TEPCO wiedziało dużo wcześniej o zagrożeniu ze strony wielkiego tsunami, ale nie podwyższyło osłony przed tsunami. Firma potwierdziła medialne doniesienia i przyznała, że ponosi winę za katastrofę jądrową. TEPCO tłumaczyło, że nie wprowadziło zabezpieczeń, "żeby nie szerzyć poczucia zagrożenia co do energetyki jądrowej w społeczeństwie". Kolejnym powodem rezygnacji z poprawy zabezpieczeń były wysokie koszty, których operator nie chciał ponieść.
TEPCO kontynuuje swoje operacje biznesowe w Rosji, w tym zakup rosyjskiego gazu, pomimo międzynarodowych sankcji nałożonych na Rosję po jej inwazji na Ukrainę w 2022 roku. W przeciwieństwie do wielu międzynarodowych korporacji, które ograniczyły lub zaprzestały swojej działalności w Rosji, TEPCO zdecydowało się utrzymać swoje zaangażowanie. Badania przeprowadzone przez Yale School of Management sklasyfikowały firmę w kategorii „Grade F”, oznaczonej jako „Digging In”, co oznacza podmioty, które sprzeciwiły się wezwaniom do wycofania się lub ograniczenia działalności w Rosji. Decyzja ta spotkała się z krytyką za podważanie globalnych wysiłków mających na celu izolację Rosji ekonomicznie oraz wywieranie nacisku na zakończenie jej agresji.